# 柳誠源
柳誠源（韓語：유성원；？—1456年），字太初（韓語：태초），號琅玕（韓語：낭간），出生於文化柳氏两班家庭，朝鮮王朝早期的學者、官員，死六臣之一。
柳誠源1444年通過科舉鄉試，1447年通過會試。他在此後不久被朝鲜世宗任命為集賢殿學士，他同其他學士出版了《醫方類聚》。
1455年，朝鲜世祖推翻了朝鲜端宗的統治，他欲與其他大臣恢復端宗統治，但被發现，柳誠源自殺。屍體被世祖下令車裂，梟首示眾。
他在1970年代移葬首爾顯忠院。